# لغات إيرانية غربية
اللغات الإيرانية الغربية هي فرع من اللغات الإيرانية، وتفرعت من الفارسية القديمة والميدية (القرن 6 قبل الميلاد).[بحاجة لمصدر] تضم مجموعات اللغات الإيرانية الغربية معظم اللغات القديمة والمحكية في وحول الهضبة الإيرانية، كـالفارسية القديمة والحديثة واللغات الكردية واللغة البلوشية التي كلها تفرعت من جذر واحد.

## اللغات

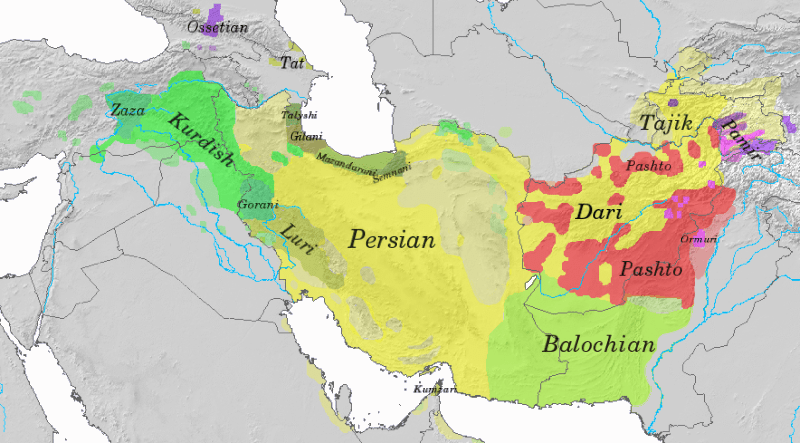
خريطة اللغات الإيرانية الحديثة. اللغات الإيرانية الغربية مظللة باللون الأصفر/الأخضر.

تضم مجموعات اللغات الإيرانية الغربية معظم اللغات القديمة والمحكية في وحول الهضبة الإيرانية

### اللغات الإيرانية القديمة(الميتة)
يتبع لهذا التقسيم اللغات الإيرانية القديمة والوسطى: اللغة الفارسية القديمة، اللغة البهلوية، واللغة البارثية. انقسمت وتفرعت هذه اللغات القديمة إلى اللغات الإيرانية الحديثة (أسفل)

### اللغات الإيرانية الحديثة(المحكية):
تشمل هذه اللغات معظم اللغات المحكية في وحول الهضبة الإيرانية. وتُقسم بناءاً على الموقع الجغرافي لمتحدثيها الآن.

#### اللغات الإيرانية الجنوب غربية
- اللغة الفارسية الحديثة[3]، اللغة الدَرية في أفغانستان، اللغة الطاجيكية في طاجيكستان، لغة الهزارة في أفغانستان، اللغة الإيماقية في أفغانستان وإيران، اللغات البرسية: اللغة اللرية[4]، اللغة السوندية. اللغة الأتشومية.

#### اللغات الإيرانية الشمال غربية
- اللغات الكردية:[5] الكردية السورانية[6]، الكردية الكرمنجيه[7]، الكردية الجنوبية (من ضمنها اللورية أو اللهجة الفيلية).[8]
- لغة لكي في إيران وهي قريبة من الكردية.[9]
- لغات الظاظا الكورانية:[10] في شمال غرب إيران وشرق تركيا: لغة زازاكية[11]، كردية غورانية[12]، اللغة الشبكية.[13]
- لغة بلوشية[14] في إيران والخليج.

- اللغات الكرمانية في إيران.[15]
- اللغات واللهجات القزوينية:[16] الجليكية، المازندارنية.
- اللغات الخماسنية في إيران.
- اللغة البارثية (إيران، وأفغانستان، وباكستان).
- اللغات السمنانية-البيابونكية[17] في إيران
- اللغات التاتيَّة (يتحدثها التاتيون).